# Корчма Тарас Бульба
Корчма́ — (до 2024 года Корчма́ Тара́с Бу́льба) сеть ресторанов, созданная бизнесменом Юрием Белойваном в 1999 году.
В 2023 году работают 13 ресторанов сети. Из них двенадцать находятся в Москве, один в городе Одинцово. Специализация — традиционная украинская кухня. Оформление интерьера стилизовано под мазанку.

## История
25 марта 1999 года на улице Петровка 30/7 в Москве открылась первая корчма «Тарас Бульба».
В 2005 году в Москве корчму посетил В. В. Путин. При выходе он не отказался выпить чарку «на посошок» (по-украински — «на коня»).
В начале 2010-х годов один ресторан сети работал в Нью-Йорке 40°43′22″ с. ш. 74°00′11″ з. д..
В июне 2017 года главное следственное управление (ГСУ) СКР по Москве предъявило владельцу сети ресторанов «Корчма Тарас Бульба» Юрию Белойвану обвинение в уклонении от уплаты налогов в особо крупном размере. По версии следствия, господин Белойван недоплатил в казну более 650 млн руб. налога на добавленную стоимость за 2011—2014 годы, занизив сумму полученного дохода.
В феврале 2019 года стало известно, что Белойван признал свою вину и готов возместить причиненный его действиями ущерб. Если ФНС заключит с ним мировое соглашение, уголовное дело может быть прекращено.
12 января 2022 года Арбитражный суд Москвы начал процедуру реструктуризации долгов Юрия Белойвана после признания обоснованным заявления инспекции ФНС № 4 о банкротстве бизнесмена, поступившего в суд в августе 2021 года, а также после соответствующего заявления в суд от самого должника в мае 2021 года.

## Интерьер
В оформлении интерьера «Корчма Тарас Бульба» используются деревянная мебель, рушники, домотканые ковры и дорожки, скатерти и занавески, глиняные кувшины, чарки и другие предметы быта сельской хаты. Внутреннее убранство создавал заслуженный художник Украины, лауреат премии им. Леси Украинки и Т. Г. Шевченко Кость Лавро.